# Zakrzew (gemeente in powiat Radomski)
De gemeente Zakrzew is een landgemeente in het Poolse woiwodschap Mazovië, in powiat Radomski.
De zetel van de gemeente is in Zakrzew.
Op 30 juni 2004 telde de gemeente 10 946 inwoners.

## Oppervlakte gegevens
In 2002 bedroeg de totale oppervlakte van gemeente Zakrzew 96,15 km², waarvan:
- agrarisch gebied: 86%
- bossen: 8%

De gemeente beslaat 6,29% van de totale oppervlakte van de powiat.

## Demografie
Stand op 30 juni 2004:
| Omschrijving                   | Totaal | Totaal | Vrouwen | Vrouwen | Mannen | Mannen |
| ------------------------------ | ------ | ------ | ------- | ------- | ------ | ------ |
| eenheid                        | aantal | %      | aantal  | %       | aantal | %      |
| inwoners                       | 10 946 | 100    | 5458    | 49,9    | 5488   | 50,1   |
| bevolkingsdichtheid (inw./km²) | 113,8  | 113,8  | 56,8    | 56,8    | 57,1   | 57,1   |

In 2002 bedroeg het gemiddelde inkomen per inwoner 1191,68 zł.

## Administratieve plaatsen (sołectwo)
Bielicha, Cerekiew, Dąbrówka Nagórna-Wieś, Dąbrówka Podłężna, Golędzin, Gulin, Gulinek, Gustawów, Gózdek, Janiszew, Jaszowice, Kozia Wola, Kozinki, Legęzów, Milejowice, Mleczków, Natalin, Nieczatów, Podlesie Mleczkowskie, Taczowskie Pieńki, Taczów, Wacyn, Wola Taczowska, Zakrzew, Zakrzew-Kolonia, Zakrzew-Las, Zakrzewska Wola, Zatopolice, Zdziechów.

## Aangrenzende gemeenten
Jedlińsk, Przytyk, Radom, Stara Błotnica, Wolanów